# رامسیواک شانکار
رامسیواک شانکار (انگلیسی: Ramsewak Shankar؛ زادهٔ ۶ نوامبر ۱۹۳۷) سیاست‌مدار اهل سورینام است.